# 乔杰 (生殖医学专家)
乔杰（1964年1月2日—），女，黑龙江哈尔滨人，中国生殖医学专家，中国工程院院士，现任北京大学常务副校长、医学部主任。曾任北京大学第三医院院长。

## 生平
1987年毕业于北京医科大学医学系，获学士学位。1990年、1996年分别获北京医科大学第三医院妇产科医学硕士和博士学位。2003年9月任北京大学第三医院党委副书记，2012年5月任北京大学第三医院院长，2020年4月任北京大学医学部常务副主任，2021年4月任北京大学医学部主任。2021年5月任北京大学常务副校长。2021年5月30日，当选中国科学技术协会第十届全国委员会副主席。2023年，当选第十四届全国政协委员。